# Urartščina
Urartščina ali vanščina je jezik, ki so ga govorili prebivalci staroveškega kraljestva Urartu v okolici jezera Van, s prestolnico blizu sodobnega mesta Van v Armenskem višavju  v turški vzhodni Anatoliji. Jezik se je verjetno govoril predvsem v okolici jezera Van in gornjem toku reke Zab.
Prvič je izpričan v 9. stoletju pr. n. št., po propadu Urartuja leta 585 pr. n. št. pa se ni več pisal in je do konca 7. ali začetka 6. stoletja pr. n. št. izumrl. Urartščino je verjetno nadomestila zgodnja oblika armenščine, morda v obdobju perzijskih Ahemenidov,  čeprav se zapisi v armenščini prvič pojavijo šele v 5. stoletju pr. n. št.

## Klasifikacija
Urartščina je ergativen aglutinacijski jezik, ki ne spada niti med semitske niti med indoevropske jezike, temveč v posebno huro-urartsko družino jezikov, katere edini drugi znani predstavnik je huritščina. Jezik se je ohranil na številnih napisih z območja kraljestva Urartu, napisanih v asirskem klinopisu. Nekateri zgodovinarji trdijo, da je obstajal tudi urartski klinopis, za katerega pa ni dokazov.
Urartščina je tesno sorodna s huritščino, ki je nekoliko bolje dokumentirana ter zgodnejša in potrjena v obdobju od približno 2000 pr. n. št. do 1200 pr. n. št. Obdobji razcveta obeh jezikov se nista prekrivali. Huritščina se je pisala približno do leta 1350 pr. n. št. Oba jezika sta se od približno od leta 2000 pr. n. št. dalje morala razvijati neodvisno drug od drugega. Čeprav urartščina ni neposredno nadaljevanje katerega od huritskih narečij, je mnogo njenih značilnosti mogoče najbolje razložiti kot inovativen razvoj huritščine, znane iz prejšnjega tisočletja. Podobnost velja predvsem za tako imenovano staro huritsko narečje, znano predvsem iz huritsko-hetitskih dvojezičnih besedil.
Igor Diakonoff in drugi so odkrili povezave med huro-urartskimi jeziki in severovzhodnimi kavkaškimi jeziki. Več kasnejših študij je pokazalo, da so povezave dokaj verjetne.

## Korpus
Najstarejše znano besedilo je iz obdobja kralja Sardurija I. iz poznega 9. stoletja pr. n. št. Najmlajša besedila so iz obdobja tik pred padcem kraljestva kakšnih 200 let kasneje. 
Odkritih je približno 200 napisov v urartskem jeziku, napisanih v klinopisu obdobja, v katerem so bili napisani.

## Pisava

### Klinopis
Urartski klinopis je standardiziran poenostavljen novoasirski klinopis. Od asirskega se razlikuje po tem, da vsak znak izraža samo en glas. Z znakom gi𒄀 se je izražal hiat, na primer u-gi-iš-ti za Uīšdi. Na skalnih napisih se je uporabljala različica pisave z neprekrivajočimi se pismenkami. 

### Hieroglifi
Urartščina se je redkeje pisala tudi v anatolskih hieroglifih, ki so se sicer uporabljali za pisanje luvijščine. Tovrstni napisi so omejeni samo na Altıntepe v vzhodni Anatoliji.
Domnevno naj bi Urartu poleg luvijske imel tudi svojo hieroglifsko pisavo, vendar je korpus napisov preskromen za potrditev te domneve. Zato tudi še vedno ni jasno, ali so odkriti simboli samo simboli ali del koherentnega sistema pisave. Hieroglifa sta zagotovo samo dva znaka, odkrita na posodah, in pomenita neki merski enoti: , ki pomemi aqarqi in , ki pomeni ṭerusi. Njun pomen je znan zato, ker so nekatere posode označene v klinopisu in s tema simboloma.

## Primer besedila
ḫal-di-ni uš-ta-a-be ma-si-ni šu-ri-e ka-ru-ni URUḫu-ra-di-na-ku-ú-ni ka-ru-ni URUgi-di-ma-ru-ú-ni ka-ru-ni KURša-ti-ru-ú-i KURe-ba-a-ni dḫal-di-ni ku-ru-ni dḫal-di-ni-e šu-ri-i ku-ru-ni
Ḫaldi=nə ušt=a=bə masi=nə šuri=ə, kar=u=nə Ḫuradinaku=nə, kar=u=nə Gidimaru=nə, kar=u=nə Šatiru=yə ebanə. Ḫaldi=nə kurunə, Ḫaldi-ni-yə šuri kurunə.
Haldi je korakal naprej s svojim orožjem (?), osvojil Huradinaku, osvojil Gidimaru, osvojil deželo Šatiru. Haldi je močan, Haldijevo orožje (?) je močno.